# Marigot (géographie)
Pour les articles homonymes, voir Marigot.

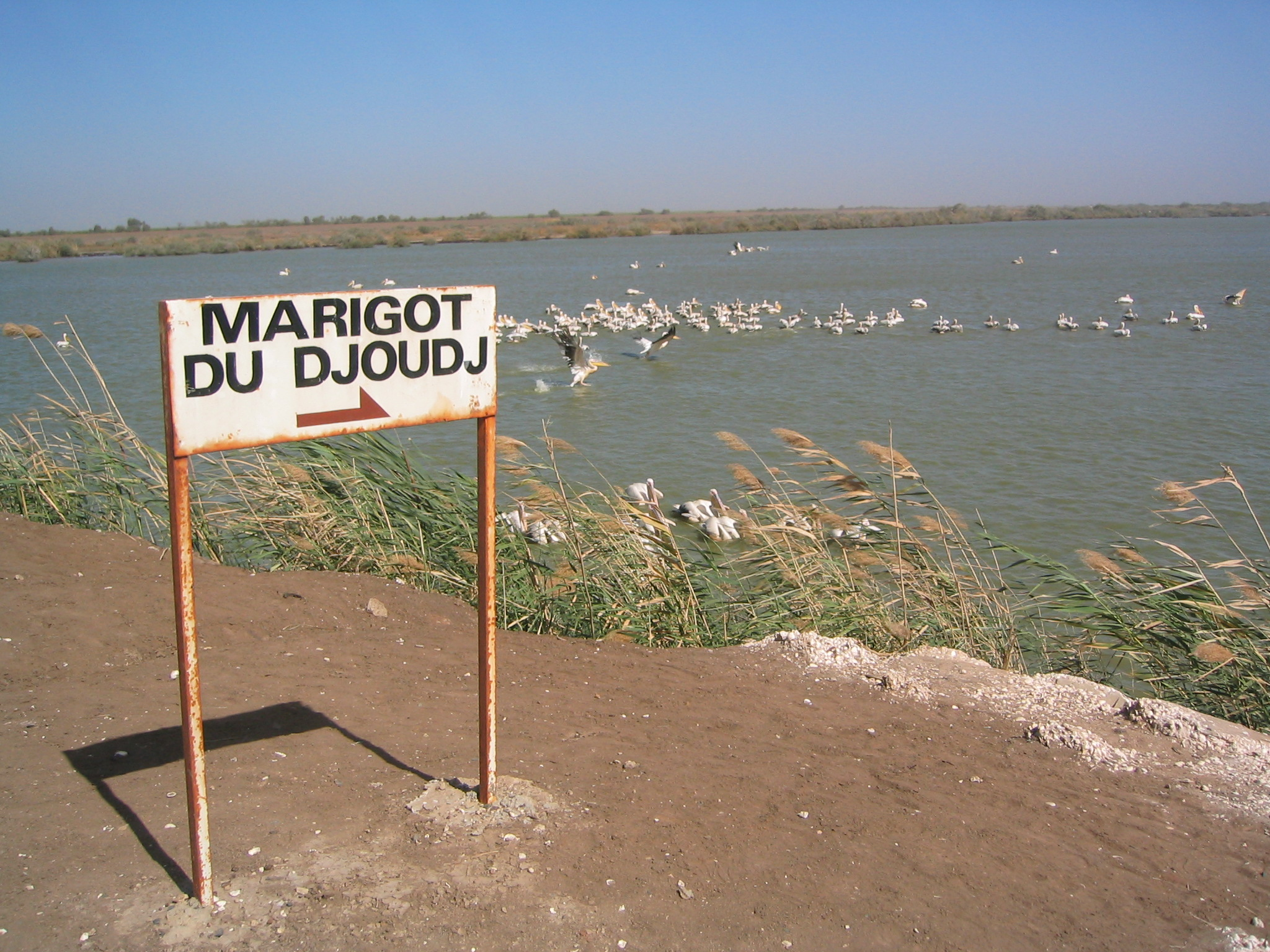
Pélicans dans un marigot au parc national des oiseaux du Djoudj (Sénégal).

Un marigot est une petite étendue d'eau fermée – une mare –, souvent dépourvue d'eau pendant la saison sèche.
Il peut s'agir d'un étang permanent ou alors de bras d'eau d'une rivière qui se transforment progressivement en petites mares, se réduisent et disparaissent parfois.
Ces lieux bas, sujets aux inondations, peuvent constituer des marais.
On les rencontre dans les régions tropicales, en Afrique subsaharienne, en Louisiane – où on les appelle bayous –, en Amazonie. Toutefois, on trouve ce terme avec un sens équivalent dans quelques toponymes au sud du Québec.
Certains marigots de grande taille sont propices à la pêche collective, à l'aide de nasses.
Dans les sociétés africaines traditionnelles, le marigot, situé en dehors du village, a une fonction sociale : les femmes s'y retrouvent pour laver le linge ; les filles ou les garçons initiés, à l'issue des rites de passage, s'y rendent pour se rafraîchir et se purifier.
Le terme « marigot » est parfois employé métaphoriquement pour suggérer des activités plus ou moins occultes, en eaux troubles, ou un milieu dangereux pour les personnes qui lui sont extérieures, étant souvent associé à l’habitat des crocodiles.
La baignade dans les marigots est généralement déconseillée aux voyageurs en raison du risque de bilharziose (parasitose).